# Elitserien i bandy 2007/2008
Elitserien i bandy 2007/2008 var Sveriges högsta division i bandy för herrar säsongen 2007/2008, och den första säsongen av den då nya Elitserien. Grundserien spelades 7 november 2007–20 februari 2008, och vanns av Sandvikens AIK. Säsongen avslutades med svenska mästerskapsfinalen på Studenternas IP den 15 mars 2008. Edsbyns IF blev svenska mästare efter seger med 11-6 mot Sandvikens AIK.

## Upplägg
Säsongen 2007/2008 fick Sverige för första gången en landsomfattande serie i bandy för herrar, som sträcker sig över hela grundseriesäsongen.
Elitserien efterträdde den tidigare Allsvenskan, som spelades som högstadivision sista gången säsongen 2006/2007, vilket var en övergångssäsong där Sveriges högsta division minskades från 16 till 14 lag.
Serieformen förenklades, och de geografiskt indelade grundserierna slopades, och en tradition från 1931 gick i graven. Bonuspoängen efter grundserien, liksom åttondelsfinalerna, slopades. En detalj som ändrats till denna säsong är att bäst placerade laget inte längre fick börja på hemmaplan i slutspelsmöten, då man menade att om det bättre placerade laget vinner kommer delar av det sämre placerade lagets publik inte att gå och titta på returen.
Säsongen 2007/2008 möttes 14 lag i 26 omgångar. Lag 1-8 gick direkt till kvartsfinalspelet, där lag 1-4 fick välja motståndare. Lag 11-12 fick kvala mot sex lag från andradivisionen (som bytt namn från Division I till Allsvenskan) om två platser i Elitserien. Lag 13-14 flyttades ner till Allsvenskan.

## Övrigt
- Tiden före säsongen, "silly season", dominerades av att flera svenska spelare gått över till Ryssland för professionellt spel där.
- I oktober 2007 meddelade Svenska Bandyförbundet att finalen skulle flyttas från söndag till lördag.[3]
- Under säsongen spelade två klubbar sina hemmamatcher i inomhushallar, Edsbyns IF och Västerås SK.
- Den 15 januari 2008 gjorde Per Fosshaug, efter 5 sekunders spel, 1-0 för Tillberga IK mot Villa Lidköping BK. Detta blev nytt rekord, det tidigare rekordet, efter 8 sekunder, hade Hasse Johansson för Västerås SK 1996.[4]
- Den 23 januari 2008 vann Edsbyns IF med 18-2 hemma mot Villa Lidköping BK och tangerade därmed rekordet för antalet gjorda mål av ett lag i en match i Sveriges högsta division i bandy för herrar, vilket ursprungligen sattes av IF Boltic då man den 26 februari 1995 slog IFK Vänersborg med 18-1 på bortaplan.[5]
- Med 200 gjorda mål den 6 februari 2008 slog Sandvikens AIK rekordet för antalet gjorda mål under en säsong i Sveriges högsta division i bandy för herrar, totalt gjorde man 226 mål under säsongen. Det tidigare rekordet, 198 mål, sattes av Edsbyns IF, säsongen 2006/2007.[6]
- Skytteligan vanns av Patrik Nilsson, Sandvikens AIK med 94 fullträffar.[7].

## Sluttabell
| Nr | Lag                | S  | V  | O | F  | GM  | IM  | MS   | P  |
| -- | ------------------ | -- | -- | - | -- | --- | --- | ---- | -- |
| 1  | Sandvikens AIK     | 26 | 22 | 0 | 4  | 226 | 116 | +110 | 44 |
| 2  | Edsbyns IF         | 26 | 19 | 4 | 3  | 212 | 114 | +98  | 42 |
| 3  | Västerås SK        | 26 | 17 | 4 | 5  | 160 | 95  | +65  | 38 |
| 4  | Hammarby IF        | 26 | 17 | 1 | 8  | 162 | 128 | +34  | 35 |
| 5  | Villa Lidköping    | 26 | 14 | 0 | 12 | 153 | 151 | +2   | 28 |
| 6  | Vetlanda BK        | 26 | 11 | 3 | 12 | 118 | 128 | −10  | 25 |
| 7  | IFK Motala         | 26 | 10 | 5 | 11 | 133 | 145 | −12  | 25 |
| 8  | Broberg/Söderhamn  | 26 | 10 | 4 | 12 | 129 | 127 | +2   | 24 |
| 9  | Bollnäs GoIF/BF    | 26 | 9  | 6 | 11 | 112 | 134 | −22  | 24 |
| 10 | IFK Vänersborg     | 26 | 8  | 4 | 14 | 84  | 115 | −31  | 20 |
| 11 | Gripen Trollhättan | 26 | 8  | 2 | 16 | 91  | 150 | −59  | 18 |
| 12 | IK Sirius          | 26 | 7  | 3 | 16 | 89  | 126 | −37  | 17 |
| 13 | Tillberga IK       | 26 | 5  | 4 | 17 | 116 | 174 | −58  | 14 |
| 14 | Falu BS            | 26 | 3  | 4 | 19 | 90  | 172 | −82  | 10 |

## Slutspel om svenska mästerskapet 2008

### Kvartsfinaler (bäst av tre matcher)
- 24 februari 2008: Villa Lidköping BK - Hammarby IF 6-4
- 24 februari 2008: IFK Motala - Sandvikens AIK 6-8
- 24 februari 2008: Broberg/Söderhamn Bandy - Västerås SK 0-3
- 25 februari 2008: Vetlanda BK - Edsbyns IF 2-3
- 26 februari 2008: Västerås SK - Broberg/Söderhamn Bandy 7-4, (Västerås SK vidare med 2-0 i matcher)
- 26 februari 2008: Hammarby IF - Villa Lidköping BK 5-3
- 26 februari 2008: Sandvikens AIK - IFK Motala 11-3, (Sandviken vidare med 2-0 i matcher)
- 27 februari 2008: Edsbyns IF - Vetlanda BK 4-3, (Edsbyn vidare med 2-0 i matcher)
- 29 februari 2008: Hammarby IF - Villa Lidköping BK 6-5, (Hammarby vidare med 2-1 i matcher)

### Semifinaler (bäst av fem matcher)
- 2 mars 2008: Hammarby IF - Sandvikens AIK 2-7
- 3 mars 2008: Västerås SK - Edsbyns IF 1-0
- 4 mars 2008: Sandvikens AIK - Hammarby IF 2-3
- 5 mars 2008: Edsbyns IF - Västerås SK 4-6
- 6 mars 2008: Sandvikens AIK - Hammarby IF 14-2
- 7 mars 2008: Edsbyns IF - Västerås SK 7-2
- 9 mars 2008: Hammarby IF - Sandvikens AIK 4-6 (Sandviken till final med 3-1 i matcher)
- 9 mars 2008: Västerås SK - Edsbyns IF 2-3
- 11 mars 2008: Edsbyns IF - Västerås SK 4-3 (Edsbyn till final med 3-2 i matcher)

### Final
- 15 mars 2008: Sandvikens AIK - Edsbyns IF 6-11 (Studenternas IP, Uppsala)

## Grundseriens skytteliga
1. Patrik Nilsson, Sandvikens AIK: 94 mål
2. Joakim Hedqvist, Edsbyns IF: 59 mål
3. Jonas Edling, Edsbyns IF:  48 mål
4. Lars Karlsson, Hammarby IF: 43 mål
5. Magnus Muhrén, Sandvikens AIK: 43 mål
6. Michael Carlsson, Västerås SK: 38 mål

## Publik i grundserien
- Publiken ökade jämfört med Allsvenskan 2006/2007. Under de 26 grundomgångarna i Elitserien 2007/2008 kom i 1 337 åskådare och titta på matcherna, jämfört med ett snitt på 1 198 i de 25 grundomgångarna i norra och södra Allsvenskan säsongen 2006/2007. Publiksnittet hade då ökat med 139 personer eller 11,5 %. Under sista omgången i Elitserien var publiksnittet 1 602.

1. Hammarby IF - 2390 åskådare/match
2. Västerås SK - 1729
3. Villa Lidköping BK - 1686
4. Edsbyns IF - 1628
5. Sandvikens AIK - 1612
6. IFK Vänersborg - 1608
7. Bollnäs GIF - 1533
8. Broberg/Söderhamns IF - 1255
9. Gripen Trollhättan BK - 1169
10. Tillberga IK - 992 *
11. IFK Motala - 909
12. Vetlanda BK - 878
13. Falu BS - 819
14. IK Sirius - 610

- Tillberga IK hade gratis inträde på flera av sina hemmamatcher.

## Seriematcherna
|                  |                                               |              |
| Datum            | Match                                         | Slutresultat |
| 7 november 2007  | Edsbyns IF-Broberg/Söderhamn Bandy            | 6-2          |
| 10 november 2007 | Bollnäs GoIF-Villa Lidköping BK               | 5-3          |
| 11 november 2007 | Gripen Trollhättan BK-Falu BS                 | 2-5          |
| 11 november 2007 | IFK Motala-IFK Vänersborg                     | 6-4          |
| 11 november 2007 | IK Sirius-Tillberga IK                        | 6-5          |
| 11 november 2007 | Vetlanda BK-Edsbyns IF                        | 5-7          |
| 11 november 2007 | Västerås SK-Hammarby IF                       | 10-4         |
| 14 november 2007 | Falu BS-Bollnäs GoIF                          | 3-3          |
| 18 november 2007 | Hammarby IF-Gripen Trollhättan BK             | 8-3          |
| 18 november 2007 | IFK Vänersborg-Vetlanda BK                    | 7-2          |
| 18 november 2007 | Sandvikens AIK-Västerås                       | 8-4          |
| 18 november 2007 | Tillberga IK-IFK Motala                       | 7-10         |
| 18 november 2007 | Villa Lidköping BK-IK Sirius                  | 10-3         |
| 20 november 2007 | Bollnäs GoIF-Hammarby IF                      | 6-2          |
| 20 november 2007 | Gripen Trollhättan BK-Västerås                | 1-7          |
| 20 november 2007 | IFK Motala-Villa Lidköping BK                 | 7-6          |
| 20 november 2007 | IK Sirius-Falu BS                             | 1-2          |
| 21 november 2007 | Vetlanda BK-Tillberga IK                      | 9-4          |
| 22 november 2007 | Edsbyns IF-Sandvikens AIK                     | 5-11         |
| 23 november 2007 | Broberg/Söderhamn Bandy-IFK Vänersborg        | 4-6          |
| 25 november 2007 | Edsbyns IF-Västerås                           | 6-6          |
| 25 november 2007 | IFK Motala-IK Sirius                          | 5-4          |
| 25 november 2007 | Vetlanda BK-Bollnäs GoIF                      | 7-5          |
| 25 november 2007 | Villa Lidköping BK-Sandvikens AIK             | 7-5          |
| 27 november 2007 | Västerås SK-Bollnäs GoIF                      | 5-2          |
| 28 november 2007 | Falu BS-IFK Motala                            | 5-5          |
| 28 november 2007 | Tillberga IK-Broberg/Söderhamn Bandy          | 7-7          |
| 28 november 2007 | Villa Lidköping BK-Vetlanda BK                | 4-5          |
| 30 november 2007 | Hammarby IF-IK Sirius                         | 9-3          |
| 30 november 2007 | IFK Vänersborg-Edsbyns IF                     | 6-6          |
| 30 november 2007 | Sandvikens AIK-Gripen Trollhättan BK          | 15-3         |
| 2 december 2007  | IFK Motala-Hammarby IF                        | 8-5          |
| 2 december 2007  | Vetlanda BK-Falu BS                           | 5-4          |
| 2 december 2007  | Bollnäs GoIF-Gripen Trollhättan BK            | 5-3          |
| 2 december 2007  | Broberg/Söderhamn Bandy-Villa Lidköping BK    | 1-2          |
| 2 december 2007  | Edsbyns IF-Tillberga IK                       | 15-2         |
| 2 december 2007  | IFK Vänersborg-Sandvikens AIK                 | 2-4          |
| 2 december 2007  | IK Sirius-Västerås                            | 1-1          |
| 5 december 2007  | Falu BS-Broberg/Söderhamn Bandy               | 4-10         |
| 5 december 2007  | Gripen Trollhättan BK-IK Sirius               | 3-1          |
| 5 december 2007  | Hammarby IF-Vetlanda BK                       | 4-2          |
| 5 december 2007  | Tillberga IK-IFK Vänersborg                   | 0-2          |
| 5 december 2007  | Villa Lidköping BK-Edsbyns IF                 | 5-11         |
| 7 december 2007  | IFK Vänersborg-Villa Lidköping BK             | 2-3          |
| 7 december 2007  | Sandvikens AIK-Bollnäs GoIF                   | 10-2         |
| 7 december 2007  | Västerås SK-IFK Motala                        | 10-2         |
| 8 december 2007  | Edsbyns IF-Falu BS                            | 13-3         |
| 8 december 2007  | Broberg/Söderhamn Bandy-Hammarby IF           | 2-5          |
| 9 december 2007  | IFK Motala-Gripen Trollhättan BK              | 1-3          |
| 9 december 2007  | IK Sirius-Bollnäs GoIF                        | 4-4          |
| 9 december 2007  | Vetlanda BK-Västerås                          | 4-4          |
| 9 december 2007  | Tillberga IK-Sandvikens AIK                   | 7-13         |
| 12 december 2007 | Bollnäs GoIF-IFK Motala                       | 5-4          |
| 12 december 2007 | Falu BS-IFK Vänersborg                        | 1-4          |
| 12 december 2007 | Gripen Trollhättan BK-Vetlanda BK             | 5-3          |
| 12 december 2007 | Sandvikens AIK-IK Sirius                      | 8-7          |
| 12 december 2007 | Villa Lidköping BK-Tillberga IK               | 7-5          |
| 12 december 2007 | Västerås SK-Broberg/Söderhamn Bandy           | 6-2          |
| 14 december 2007 | Hammarby IF-Edsbyns IF                        | 5-3          |
| 15 december 2007 | Broberg/Söderhamn Bandy-Gripen Trollhättan BK | 12-6         |
| 18 december 2007 | Tillberga IK-Falu BS                          | 9-4          |
| 19 december 2007 | IFK Vänersborg-Hammarby IF                    | 2-5          |
| 19 december 2007 | Västerås SK-Sandvikens AIK                    | 9-7          |
| 21 december 2007 | Bollnäs GoIF-Broberg/Söderhamn Bandy          | 9-4          |
| 21 december 2007 | Falu BS-Villa Lidköping BK                    | 4-8          |
| 21 december 2007 | Gripen Trollhättan BK-Edsbyns IF              | 2-8          |
| 21 december 2007 | Hammarby IF-Tillberga IK                      | 8-2          |
| 21 december 2007 | IK Sirius BK-Vetlanda BK                      | 3-5          |
| 21 december 2007 | Sandvikens AIK-IFK Motala                     | 9-2          |
| 21 december 2007 | Västerås SK-IFK Vänersborg                    | 15-1         |
| 26 december 2007 | Broberg/Söderhamn Bandy-IK Sirius             | 6-2          |
| 26 december 2007 | Edsbyns IF-Bollnäs GoIF                       | 11-2         |
| 26 december 2007 | Falu BS-Sandvikens AIK                        | 4-13         |
| 26 december 2007 | IFK Vänersborg-Gripen Trollhättan BK          | 5-2          |
| 26 december 2007 | Tillberga IK-Västerås                         | 0-4          |
| 26 december 2007 | Vetlanda BK-IFK Motala                        | 7-2          |
| 26 december 2007 | Villa Lidköping BK-Hammarby IF                | 6-4          |
| 28 december 2007 | Bollnäs GoIF-IFK Vänersborg                   | 4-4          |
| 28 december 2007 | Gripen Trollhättan BK-Tillberga IK            | 3-3          |
| 28 december 2007 | Hammarby IF-Falu BS                           | 11-2         |
| 28 december 2007 | IFK Motala-Broberg/Söderhamn Bandy            | 5-5          |
| 28 december 2007 | IK Sirius-Edsbyns IF                          | 4-4          |
| 28 december 2007 | Sandvikens AIK-Vetlanda BK                    | 6-3          |
| 28 december 2007 | Västerås SK-Villa Lidköping BK                | 3-5          |
| 30 december 2007 | Falu BS-Västerås                              | 3-3          |
| 30 december 2007 | Broberg/Söderhamn Bandy-Vetlanda BK           | 4-1          |
| 30 december 2007 | Edsbyns IF-IFK Motala                         | 7-2          |
| 30 december 2007 | Hammarby IF-Sandvikens AIK                    | 8-2          |
| 30 december 2007 | IFK Vänersborg-IK Sirius                      | 3-4          |
| 30 december 2007 | Tillberga IK-Bollnäs GoIF                     | 9-6          |
| 30 december 2007 | Villa Lidköping BK-Gripen Trollhättan BK      | 12-2         |
| 2 januari 2008   | Bollnäs GoIF-Tillberga IK                     | 6-4          |
| 2 januari 2008   | Gripen Trollhättan BK-Villa Lidköping BK      | 7-5          |
| 2 januari 2008   | IFK Motala-Edsbyns IF                         | 5-7          |
| 2 januari 2008   | IK Sirius-IFK Vänersborg                      | 2-3          |
| 2 januari 2008   | Sandvikens AIK-Hammarby IF                    | 10-4         |
| 4 januari 2008   | Broberg/Söderhamn Bandy-IFK Motala            | 6-3          |
| 4 januari 2008   | Edsbyns IF-IK Sirius                          | 7-3          |
| 4 januari 2008   | Falu BS-Hammarby IF                           | 5-5          |
| 4 januari 2008   | IFK Vänersborg-Bollnäs GoIF                   | 4-2          |
| 4 januari 2008   | Tillberga IK-Gripen Trollhättan BK            | 6-5          |
| 4 januari 2008   | Vetlanda BK-Sandvikens AIK                    | 4-7          |
| 4 januari 2008   | Villa Lidköping BK-Västerås                   | 4-6          |
| 6 januari 2008   | Bollnäs GoIF-Edsbyns IF                       | 3-6          |
| 6 januari 2008   | Gripen Trollhättan BK-IFK Vänersborg          | 5-2          |
| 6 januari 2008   | Hammarby IF-Villa Lidköping BK                | 9-7          |
| 6 januari 2008   | IFK Motala-Vetlanda BK                        | 5-5          |
| 6 januari 2008   | IK Sirius-Broberg/Söderhamn Bandy             | 1-1          |
| 6 januari 2008   | Sandvikens AIK-Falu BS                        | 6-2          |
| 6 januari 2008   | Västerås SK-Tillberga IK                      | 6-2          |
| 9 januari 2008   | Edsbyns IF-Gripen Trollhättan BK              | 11-4         |
| 9 januari 2008   | IFK Vänersborg-Västerås                       | 1-5          |
| 9 januari 2008   | Tillberga IK-Hammarby IF                      | 5-10         |
| 9 januari 2008   | Vetlanda BK-IK Sirius                         | 4-2          |
| 9 januari 2008   | Villa Lidköping BK-Falu BS                    | 6-3          |
| 11 januari 2008  | Broberg/Söderhamn Bandy-Bollnäs GoIF          | 4-4          |
| 11 januari 2008  | Hammarby IF-IFK Vänersborg                    | 8-5          |
| 11 januari 2008  | IFK Motala-Sandvikens AIK                     | 9-11         |
| 11 januari 2008  | Tillberga IK-Vetlanda BK                      | 4-7          |
| 13 januari 2008  | Falu BS-Tillberga IK                          | 4-5          |
| 13 januari 2008  | IK Sirius-IFK Motala                          | 4-9          |
| 13 januari 2008  | Västerås SK-Edsbyns IF                        | 5-6          |
| 13 januari 2008  | Bollnäs GoIF-Vetlanda BK                      | 7-4          |
| 13 januari 2008  | Gripen Trollhättan BK-Broberg/Söderhamn Bandy | 2-0          |
| 13 januari 2008  | Sandvikens AIK-Villa Lidköping BK             | 12-6         |
| 15 januari 2008  | Tillberga IK -Villa Lidköping BK              | 7-3          |
| 16 januari 2008  | Edsbyns IF-Hammarby IF                        | 10-6         |
| 16 januari 2008  | IFK Motala-Bollnäs GoIF                       | 9-1          |
| 16 januari 2008  | IFK Vänersborg-Falu BS                        | 7-2          |
| 16 januari 2008  | IK Sirius-Sandvikens AIK                      | 3-10         |
| 16 januari 2008  | Vetlanda BK-Gripen Trollhättan BK             | 8-2          |
| 18 januari 2008  | Broberg/Söderhamn Bandy-Västerås              | 5-7          |
| 18 januari 2008  | Falu BS-Edsbyns IF                            | 7-13         |
| 18 januari 2008  | Villa Lidköping BK-IFK Vänersborg             | 4-1          |
| 19 januari 2008  | Gripen Trollhättan BK-IFK Motala              | 2-2          |
| 19 januari 2008  | Bollnäs GoIF-IK Sirius                        | 4-4          |
| 20 januari 2008  | Hammarby IF-Broberg/Söderhamn Bandy           | 6-4          |
| 20 januari 2008  | Sandvikens AIK-Tillberga IK                   | 14-4         |
| 20 januari 2008  | Västerås SK-Vetlanda BK                       | 7-3          |
| 22 januari 2008  | Västerås SK-Gripen Trollhättan BK             | 10-6         |
| 23 januari 2008  | Bollnäs GoIF-Sandvikens AIK                   | 6-3          |
| 23 januari 2008  | Broberg/Söderhamn Bandy-Falu BS               | 8-4          |
| 23 januari 2008  | Edsbyns IF-Villa Lidköping BK                 | 18-2         |
| 23 januari 2008  | IFK Vänersborg-Tillberga IK                   | 3-3          |
| 23 januari 2008  | Vetlanda BK-Hammarby IF                       | 6-11         |
| 25 januari 2008  | IK Sirius-Gripen Trollhättan BK               | 6-0          |
| 6 februari 2008  | Falu BS-Vetlanda BK                           | 3-6          |
| 6 februari 2008  | Gripen Trollhättan BK-Bollnäs GoIF            | 8-2          |
| 6 februari 2008  | IFK Motala-Västerås                           | 5-3          |
| 6 februari 2008  | Sandvikens AIK-IFK Vänersborg                 | 10-3         |
| 6 februari 2008  | Tillberga IK-Edsbyns IF                       | 6-7          |
| 6 februari 2008  | Villa Lidköping BK-Broberg/Söderhamn Bandy    | 8-5          |
| 7 februari 2008  | Västerås SK-IK Sirius                         | 4-3          |
| 8 februari 2008  | Hammarby IF-IFK Motala                        | 9-4          |
| 9 februari 2008  | Gripen Trollhättan BK-Sandvikens AIK          | 2-6          |
| 9 februari 2008  | Edsbyns IF-IFK Vänersborg                     | 4-0          |
| 9 februari 2008  | Vetlanda BK-Villa Lidköping BK                | 3-5          |
| 10 februari 2008 | IK Sirius-Hammarby IF                         | 7-4          |
| 10 februari 2008 | IFK Motala-Falu BS                            | 7-2          |
| 10 februari 2008 | Bollnäs GoIF-Västerås                         | 3-3          |
| 10 februari 2008 | Broberg/Söderhamn Bandy-Tillberga IK          | 7-3          |
| 13 februari 2008 | Falu BS-IK Sirius                             | 1-2          |
| 13 februari 2008 | Villa Lidköping BK-IFK Motala                 | 11-6         |
| 15 februari 2008 | Hammarby IF-Bollnäs GoIF                      | 5-4          |
| 15 februari 2008 | IFK Vänersborg-Broberg/Söderhamn Bandy        | 1-5          |
| 15 februari 2008 | Sandvikens AIK-Edsbyns IF                     | 10-3         |
| 17 februari 2008 | IK Sirius-Villa Lidköping BK                  | 5-3          |
| 17 februari 2008 | IFK Motala-Tillberga IK                       | 6-6          |
| 17 februari 2008 | Bollnäs GoIF-Falu BS                          | 7-3          |
| 17 februari 2008 | Broberg/Söderhamn Bandy-Edsbyns IF            | 6-6          |
| 17 februari 2008 | Gripen Trollhättan BK-Hammarby IF             | 7-2          |
| 17 februari 2008 | Vetlanda BK-IFK Vänersborg                    | 5-5          |
| 20 februari 2008 | Edsbyns IF-Vetlanda BK                        | 10-1         |
| 20 februari 2008 | Falu BS-Gripen Trollhättan BK                 | 5-3          |
| 20 februari 2008 | Hammarby IF-Västerås                          | 4-1          |
| 20 februari 2008 | IFK Vänersborg-IFK Motala                     | 1-4          |
| 20 februari 2008 | Sandvikens AIK-Broberg/Söderhamn Bandy        | 10-2         |
| 20 februari 2008 | Tillberga IK-IK Sirius                        | 1-2          |
| 20 februari 2008 | Villa Lidköping BK-Bollnäs GoIF               | 8-5          |